# Витомир Поповић
Витомир Поповић (Бистрица код Бање Луке, 20. јун 1956) српски је академик, универзитетски професор, доктор правних наука и политичар. Садашњи је предсједник Изворне Српске. Бивши је декан Правног факултета Универзитета у Бањој Луци, арбитар у Арбитражном трибуналу за спор у вези са међуентитетском границом у области Брчког, потпредсједник Уставног суда Босне и Херцеговине и омбудсман за људска права Босне и Херцеговине.

## Биографија
Витомир Поповић је рођен 20. јуна 1956. у Бистрици, општина Бања Лука. Завршио је Правни факултет Универзитета у Бањој Луци 1980, а правосудни испит положио јануара 1982. године на Врховном суду СР БиХ у Сарајеву. Постдипломске магистарске студије привредно-правног смјера завршио је 1989. године, на Правном факултету у Бањој Луци. Одбранио је магистарски рад на тему „Доцња продавца с испоруком робе“. Докторирао је на Правном факултету у Београду, децембра 1991. године, одбраном тезе под називом „Доцња купца код купопродајних уговора у привреди“.
У звање доцента изабран је 1. априла 1994. године, а у звање ванредног професора 13. јануара 1999, на предмету Међународно трговинско право на Правном факултету у Бањој Луци. Изабран је у звање редовног професора 26. децембра 2003. године. Шеф је Катедре за међународно право Правног факултета у Бањој Луци и предавач на Природно-математичком факултету (смјер туризмологије) и Високој школи унутрашњих послова. Дана 1. септембра 2008. изабран је за декана Правног факултета Универзитета у Бањој Луци, а 4. јуна 2012. повјерен му је и други мандат.
Од 1993. до 1994. био је потпредсједник Владе Републике Српске за унутрашњу политику. Од 1987. до 1992. радио је као судија Основног суда у Бањој Луци, а потом и као његов предсједник. Од 1996. до 1999. био је члан међународног арбитражног трибунала испред Републике Српске у арбитражи за област Брчко.
Од 1996. до 2003. био је судија Дома за људска права БиХ, а од 1997. до 2002. судија и потпредсједник Уставног суда БиХ. Од 2004. радио је као омбудсман за људска права Босне и Херцеговине. Предсједник је Спољнотрговинске арбитраже у Привредној комори Републике Српске.
Крајем фебруара 2016. изабран је за предсједника Изворне Српске демократске странке.
Носилац је Ордена Светог Саве III степена и Ордена Његоша III реда, добитник Повеље за изузетан допринос самосталности и независности адвокатуре у Републици Српској, посебних признања Уставног савјета Француске и Папског нунција за заштиту људских права и слобода, Октобарске споменице 1991. за велики допринос стварању Републике Српске и других признања и награда.
Ктитор је Цркве Светог Јована Крститеља у Бистрици.
Главни је и одговорни уредник часописа „Српска правна мисао” и „Годишњак Правног факултета”, као и члан бројних издавачких савета часописа, организационих, редакционих и других одбора и комисија.

## Радови
До сада је објавио бројне књиге, монографије и уџбенике као аутор или коаутор, а неке од њих су:
- В. Поповић, В. Лукић: „Документи: Дејтон - Париз“, Збирка, Институт за међународно право и међународну пословну сарадњу, Бања Лука 1996.
- В. Поповић - Р. Вукадиновић: „Међународно пословно право — Општи део“, друго издање, Правни факултет у Бањој Луци, Правни факултет у Крагујевцу, 2007.
- В. Поповић - Ф. Турчиновић: „Међународно јавно право“, Правни факултет у Бањој Луци, Бања Лука 2007.
- В. Поповић - Б. Топић - С. Марић: „Nullum crimen, nulla poena sine lege“, Правни факултет у Бањој Луци, 2008.